# Hugh Llewellyn Glyn Hughes
Hugh Llewelyn Glyn Hughes CBE, DSO & Two Bars, MC, MRCS, britanski general, * 25. julij 1892, † 24. november 1973.
Najbolj je znan po rehabilitaciji in skrbi za žrtve koncentracijskega taborišča Bergen-Belsen.